# Auel (Belgique)
Ne doit pas être confondu avec Auel.
Auel (en luxembourgeois : Aul) est un village de la commune belge de Burg-Reuland situé en Communauté germanophone de Belgique et Région wallonne dans la province de Liège.
Avant la fusion des communes de 1977, Auel faisait partie de la commune de Reuland.
Le village compte 110 habitants.

## Situation
Ce petit village se trouve sur la rive gauche et les versants sud et est de la vallée de l'Our, à proximité de la frontière belgo-allemande.

## Patrimoine
À la place d'un édifice de 1619, une nouvelle chapelle a été construite en 1935. La particularité de cette chapelle vient de la bichromie des matériaux utilisés : les parties inférieures sont bâties en pierres de grès schisteux alors que les parties hautes sont recouvertes d'un crépi de couleur blanche.